# Juízo particular

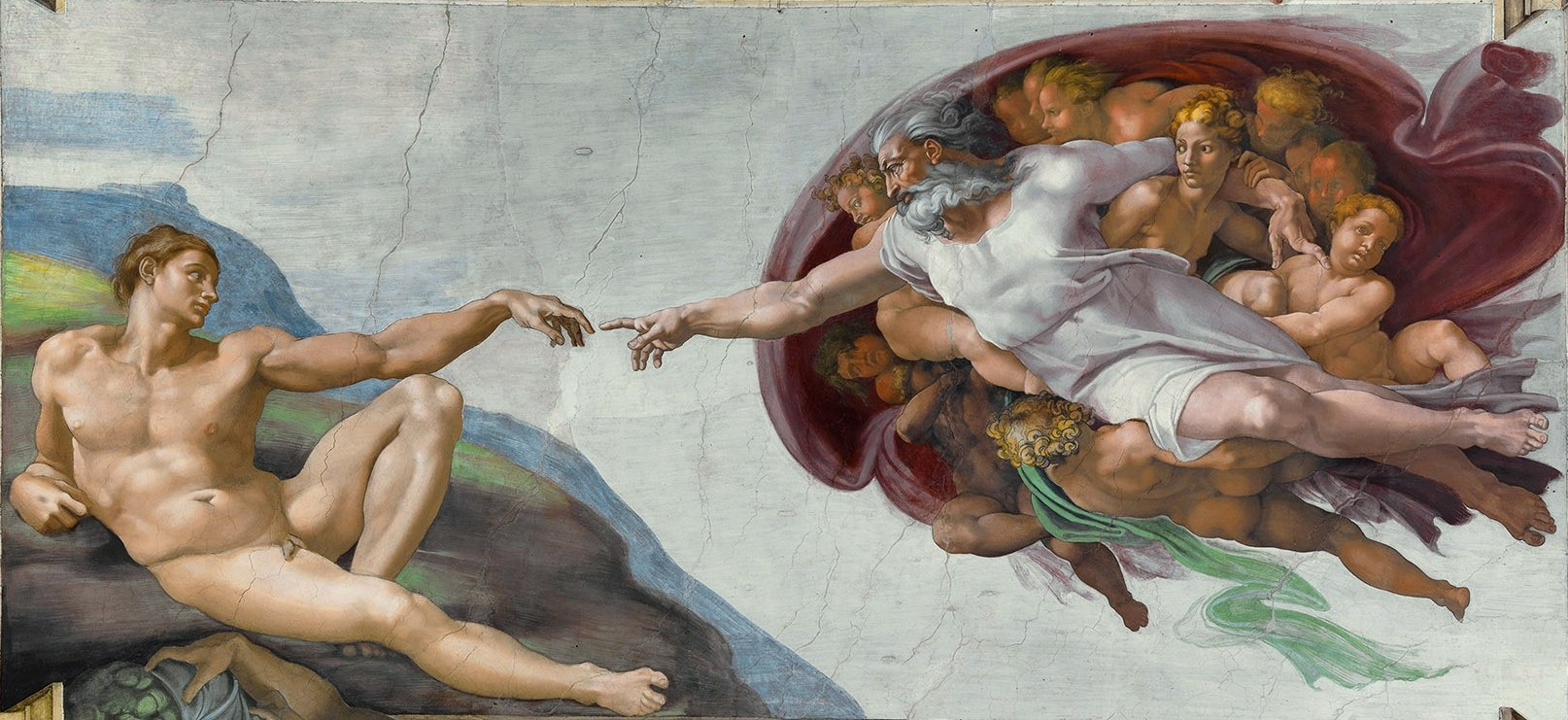
A Criação de Adão

Segundo a doutrina católica e algumas ramificações protestantes, o juízo particular é o momento em que a alma - que se separou do seu corpo imediatamente após a morte - é julgada por Cristo, que define se ela vai para o Céu, Inferno ou passará por uma purificação temporária no Purgatório antes de ser admitida no Céu. Mais concretamente, o juízo particular "é o julgamento de retribuição imediata, que cada um, a partir da morte, recebe de Deus na sua alma imortal, em relação à sua fé e às suas obras realizadas durante o seu caminho de santificação terrestre". (Compêndio do Catecismo da Igreja Católica, n. 208).
Esse "juízo" é visto não como uma acção arbitrária de Deus, mas sim uma concessão à alma de ter consciência do que foi a sua vida terrestre. Após essa epifania particular realizada por Cristo, a alma será destinada a estar:
- no Paraíso (ou Céu), onde é impelida a permanecer junto a Deus. A alma alcança este prémio da salvação apenas se ela estiver verdadeiramente arrependida dos seus pecados, tiver aceitado Deus e o seu amor e estiver em estado de graça, isto é, sem "manchas" de qualquer pecado;
- no Purgatório (de acordo com a Teologia da Igreja Católica), que é um estágio de purificação e eliminação das "manchas" de pecado, que são principalmente as penas temporais (consequências, o mal realizado) devidas aos pecados veniais ou mortais já perdoados, mas para os quais não foi feita expiação suficiente durante a sua vida. Após a purificação devida, as almas entram imaculadamente no Paraíso;
- no Inferno, onde é impelida a permanecer longe da presença de Deus. A alma alcança esta condenação definitiva só se ela tiver recusado livremente Deus e o seu amor, bem como a graça divina da salvação e da santidade.

O Juízo Final, aquele que irá reunir toda a humanidade, confirma a sentença efectuada no juízo particular de cada indivíduo. Ocorrerá também a ressurreição final dos mortos, onde todas as almas voltarão a juntar-se com o seu corpo, mas já imortal. Todos os ressuscitados que merecem o Paraíso passarão a viver no Reino de Deus, que também se irá realizar-se plenamente neste momento do fim do mundo e que corresponde aos novos céus e à nova terra prometidos por Jesus.